# Baryphthengus
Baryphthengus är ett fågelsläkte i familjen motmoter inom ordningen praktfåglar. Släktet omfattar endast två arter som förekommer från Honduras till nordöstra Argentina:
- Rödbrun motmot (B. martii)
- Rosthuvad motmot (B. ruficapillus)